# Eric Garcetti
Eric Michael Garcetti (n. Los Angeles, Califòrnia, 4 de febrer de 1971) és un polític estatunidenc. Membre del Partit Demòcrata dels Estats Units.
Actualment és l'Alcalde de Los Angeles , després de les eleccions celebrades el 2013, mandat que va començar a partir del dia 1 de juliol, succeint l'anterior alcalde Antonio Ramón Villaraigosa.